# 小行星21522
小行星21522（21522 Entwisle）是一颗绕太阳运转的小行星，为主小行星带小行星。该小行星于1998年6月发现。

## 轨道参数
小行星21522的轨道半长轴为2.5747348 UA，离心率为0.162。